# Wielka Kopka
Wielka Kopka (1855 m) – niewielkie kopulaste wzniesienie w dolinie Pańszczyca w polskich Tatrach Wysokich. Stanowi zakończenie północno-zachodniego ramienia Waksmundzkiego Wierchu. Jest kamienisto-piarżyste. Oddziela Żółty Kocioł znajdujący się po jego południowej stronie od kotła u wschodnich podnóży Waksmundzkiego Wierchu.
Północnymi i wschodnimi podnóżami Wielkiej Kopki prowadzi żółty szlak turystyczny na Krzyżne.